# Chamaesphecia tenthrediniformis

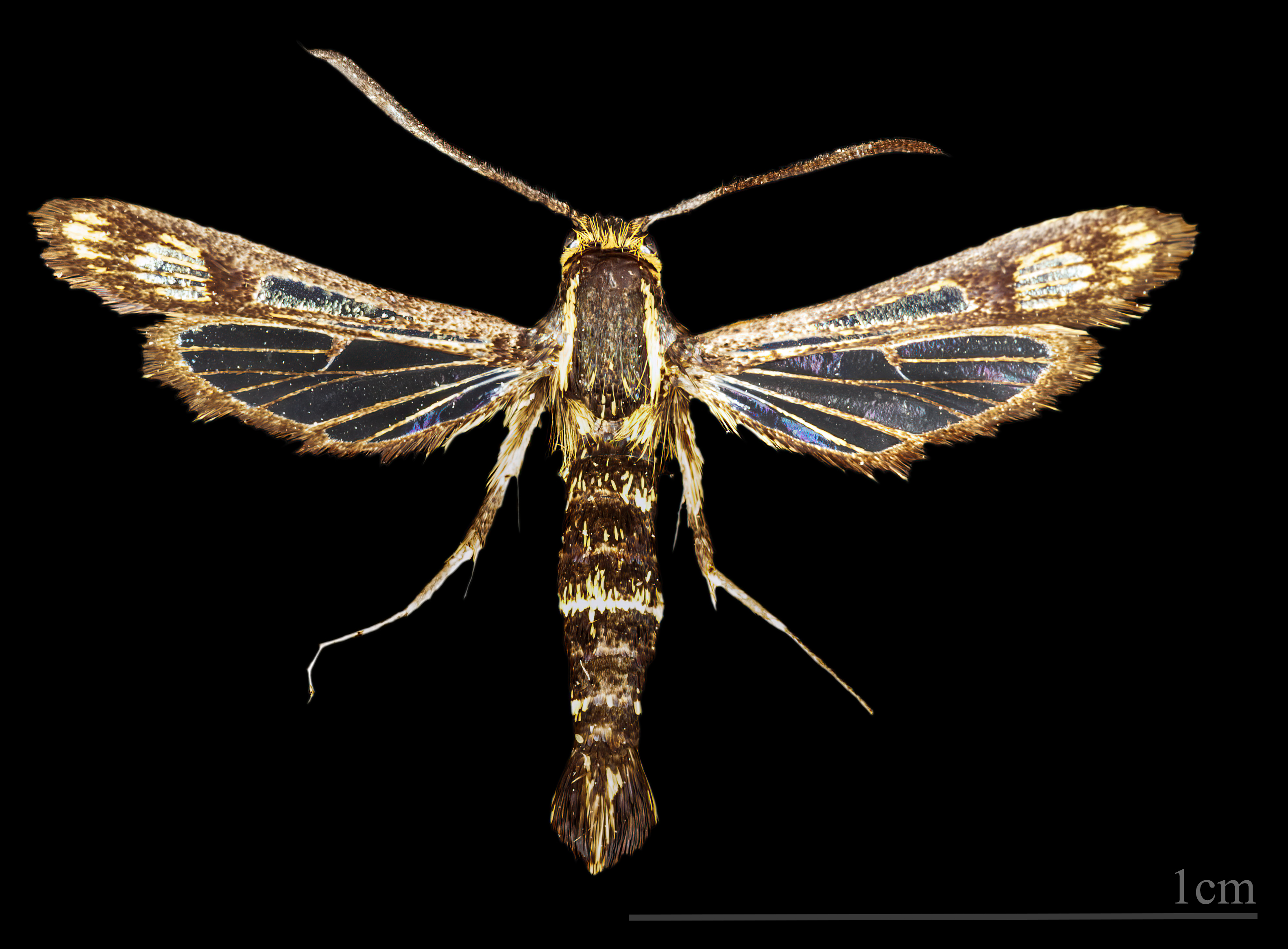
♂
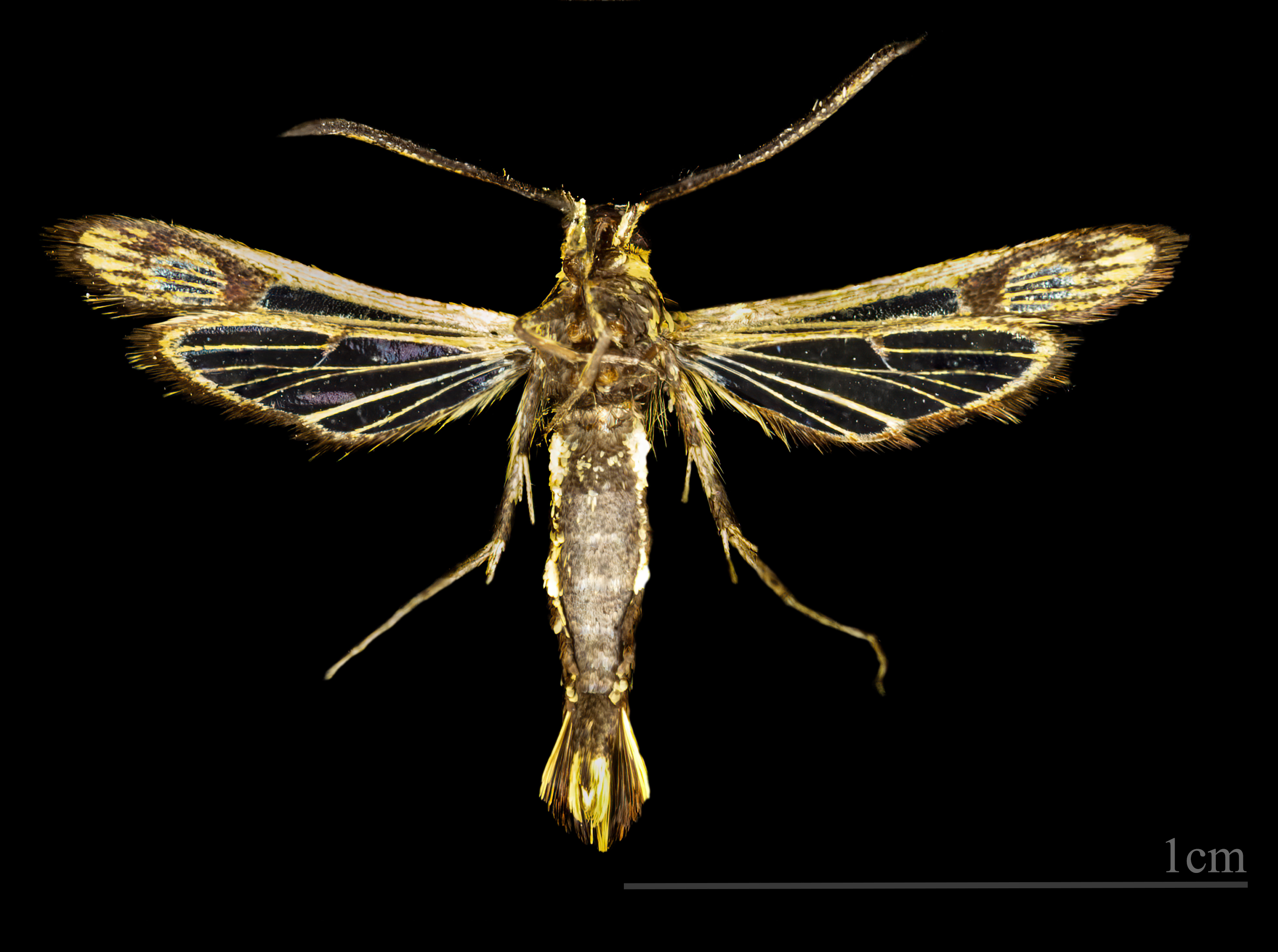
♂ △

Chamaesphecia tenthrediniformis là một loài bướm đêm thuộc họ Sesiidae. Nó được tìm thấy ở châu Âu và Cận Đông. Nó rất giống với loài Chamaesphecia empiformis, một số nguồn phân loại chúng là một loài.
Chiều dài cánh trước là 6–10 mm. Bướm bay từ tháng 5 đến tháng 7 tùy theo địa phương.
Ấu trùng ăn Euphorbia esula.

## Hình ảnh

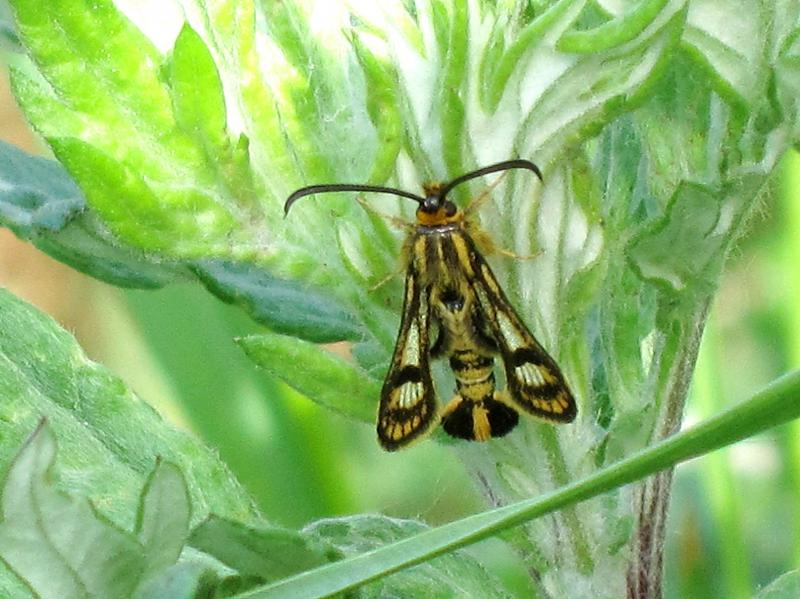
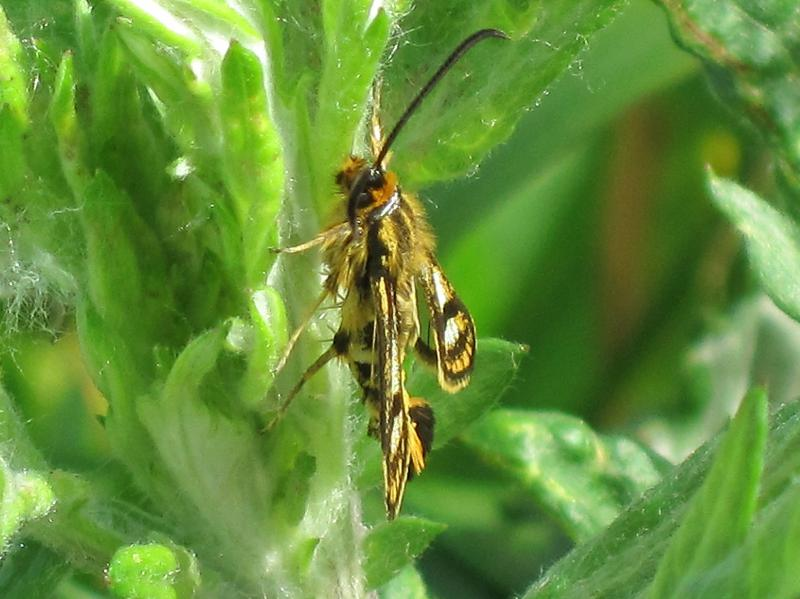
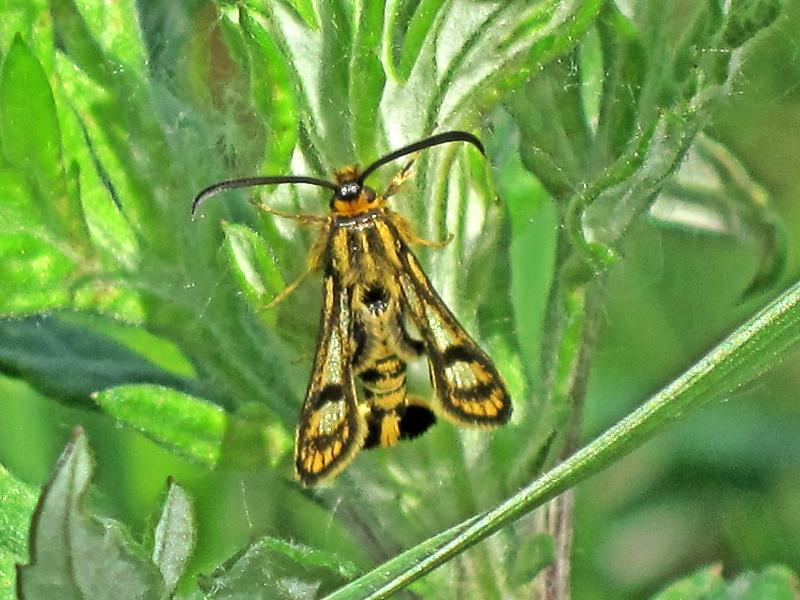